# سوئو، کاگوشیما
سوئو در استان کاگوشیما در کشور ژاپن  واقع شده‌است  که دارای جمعیت ۴۱٬۱۷۹ نفر و مساحت ۳۹۰٫۳۹ کیلومتر مربع با تراکم جمعیت ۱۰۵  نفر در کیلومترمربع است و در تاریخ ۱ ژوئیه ۲۰۰۵ به عنوان شهر شناخته شد.